# Dama de Caudete
La Dama de Caudete es un busto femenino tallado en piedra perteneciente al arte íbero fechada alrededor del siglo IV a. C y hallada en Caudete (Albacete, España). Alberto Benito Sánchez encontró una parte de la dama en un estado muy deteriorado y el cuerpo fue en contrato por María Dolores Muñoz en una rambla próxima. La cabeza se halló en las cercanías de la Casica del Tío Alberto alrededor de marzo de 1945, mientras que el segundo apareció a 500 metros aguas abajo a principios de 1972, cerca del puente del cementerio de Caudete. Fue el sacerdote de La Encina, Jerónimo Hernández Santiago el que propició las gestiones para que la cabeza pasara a formar parte del Museo Arqueológico de Villena, facilitando a José María Soler García, fundador del museo, explorar la zona donde se encontró el hallazgo. En el caso del busto, fue el arqueólogo mismo quien apremió al Ayuntamiento a adquirir la pieza, que obraba en poder de Alfaro Pla Martínez, el descubridor. Tras el hallazgo, fue restaurada por Vicente Bernabeu, técnico del Museo Arqueológico Provincial de Alicante. En esta misma población albaceteña se halló también la cierva de Caudete.

## Características
Fue modelada a partir de un bloque de arenisca de caliza blanca, de color gris verdoso. La cabeza mide 24 cm de altura y pesa 8 kilos, mientras que el busto entero mide 68 centímetros. No se han observado restos de policromía en todo el busto. Representa a una dama de facciones nobles, que se dejan entrever a pesar de las desgraciadas mutilaciones. Va tocada con una peineta corta cubierta por una ajustada mantilla que llega hasta la frente y desciende por los aladares, dejando al descubierto los rizos del cabello. La mantilla se ciñe a la cabeza por medio de una diadema de 61 mm de anchura. Las mutilaciones afectan especialmente a la mitad izquierda del rostro, con ablación de nariz y labios. El lado derecho se encuentra mejor conservado, aunque no carece de erosiones y desconchaduras. Dado que la parte posterior del manto está labrada mucho más toscamente, parece que la imagen se realizó para ser contemplada de frente, y no se puede descartar que estuviera empotrada. Por la parte posterior, a la altura del cuello, hay un resalte que ha sido vaciado verticalmente para dejar un hoyo de 10 centímetros de longitud, seis de anchura y cinco de profundidad, que podría tratarse de una variante de los huecos funerarios de algunas esculturas coetáneas, como la dama de Elche o la dama de Baza. En conjunto, es obra de un autor avezado y de gran sensibilidad estética.
La Dama actualmente se conserva en el Museo Arqueológico de Villena (Alicante) y acompañó a la Dama de Elche durante la estancia de esta última en Elche con ocasión de la apertura del nuevo Museo Arqueológico y de Historia de la ciudad.